# Tetsuo Kagawa
Tetsuo Kagawa (jap. 香川 哲男, Kagawa Tetsuo; * 1969) ist ein japanischer Amateurastronom und Asteroidenentdecker.
Er ist Mitarbeiter am Gekkō-Observatorium (IAU-Code 888). Neben seinen eigenständigen Entdeckungen widmet er sich der Nachbearbeitung der am Nihondaira-Observatorium (IAU-Code 385) gesammelten Daten. Diese Arbeit führte bis heute zur Entdeckung von insgesamt 114 Asteroiden, 17 davon in Zusammenarbeit mit seinem Kollegen Takeshi Urata.
Der Asteroid (6665) Kagawa wurde nach ihm benannt.